# Bochnia
Bochnia ['bɔxɲa] (deutsch im Mittelalter und 1940–1945 auch Salzberg) ist eine Stadt in Polen in der Woiwodschaft Kleinpolen, etwa 40 km östlich von Krakau, am Fluss Raba. Das Salzbergwerk Bochnia wurde 2013 in die UNESCO-Liste der Welterbestätten aufgenommen.

## Geschichte
Das erste Anzeichen einer Siedlung namens Bochegna, wo Salz gefördert wurde, stammt aus dem Jahr 1198. Um 1248 wurde der intensivierte Abbau von Salz verantwortlich für den Aufschwung des Ortes. So erhielt er bereits am 27. Februar 1253 das Stadtrecht nach Magdeburger Recht durch Boleslaw den Schamhaften. Im Gründungsprivileg wurde die Stadt zweisprachig benannt: qui Polonice Bochnija et Saltzberk Theutonice nuncupatur, aber der deutsche Name wurde danach selten benutzt.
In den folgenden Jahrhunderten entwickelten sich der Bergbau und das Handwerk, speziell die Tuchproduktion. 1537 siedelte sich in Bochnia Szymon Zacjusz an, der zu einem Anhänger der augsburgischen und später helvetischen Konfession wurde. Die Reformation umfasste in der zweiten Hälfte des 16. Jahrhunderts um 60 Familien, oder 10 % der Stadtbewohner.
1655 bis 1657 wurde der Ort von schwedischen Truppen schwer zerstört. Die Kirche St. Nikolaus wurde bis 1665 barockisiert wieder aufgebaut. Im Juli 1772 kam Bochnia im Rahmen der Ersten Teilung Polen-Litauens an Österreich. Im Zuge der Josephinischen Kolonisation entstanden zwei Kolonien deutscher Arbeiter des Salzbergwerks: Trinitatis in Chodenice, nordwestlich der Stadt, und Vogtsdorf bzw. Wójtostwo in Podedworze – südöstlich von Bochnia. 1856 erhielt der Ort durch die Kaiser-Ferdinands-Nordbahn den Anschluss an das Schienennetz zwischen Dębica  – Krakau – Wien. 1909 wurde für die Häuser der Stadt eine Kanalisation verlegt. 1886 öffnete die erste öffentliche Bibliothek von Bochnia, 1913 das erste feste Kino.
Während des Ersten Weltkrieges war der Ort Schauplatz von Kämpfen zwischen Russland und Österreich.
Am 16. Dezember 1939 – Polen war seit einigen Monaten von Wehrmacht-Truppen besetzt – überfielen zwei Mitglieder der polnischen Untergrundorganisation „Weißer Adler“ (polnisch: Orzeł Biały) die deutsche Polizeistation und töteten zwei deutsche Polizisten, darunter den Kommandanten. Zwei schwerverwundete Polen wurden am nächsten Tag an Laternenmasten gehängt; weitere 52 polnische Zivilisten wurden von zwölf deutschen Wehrmachtsoldaten am 18. Dezember erschossen. Es war eine der frühesten Massenexekutionen durch Deutsche auf polnischem Boden. In der Folge wurden viele Einwohner von Bochnia in Konzentrationslager oder zur Zwangsarbeit nach Deutschland deportiert; dazu diente das Ghetto Bochnia als Sammellager. Trotz allem hielten sich zahlreiche Widerstandsgruppen in der Umgebung der Stadt auf. Bochnia wurde in der Besatzungszeit auch Salzberg genannt.

## Stadtgliederung

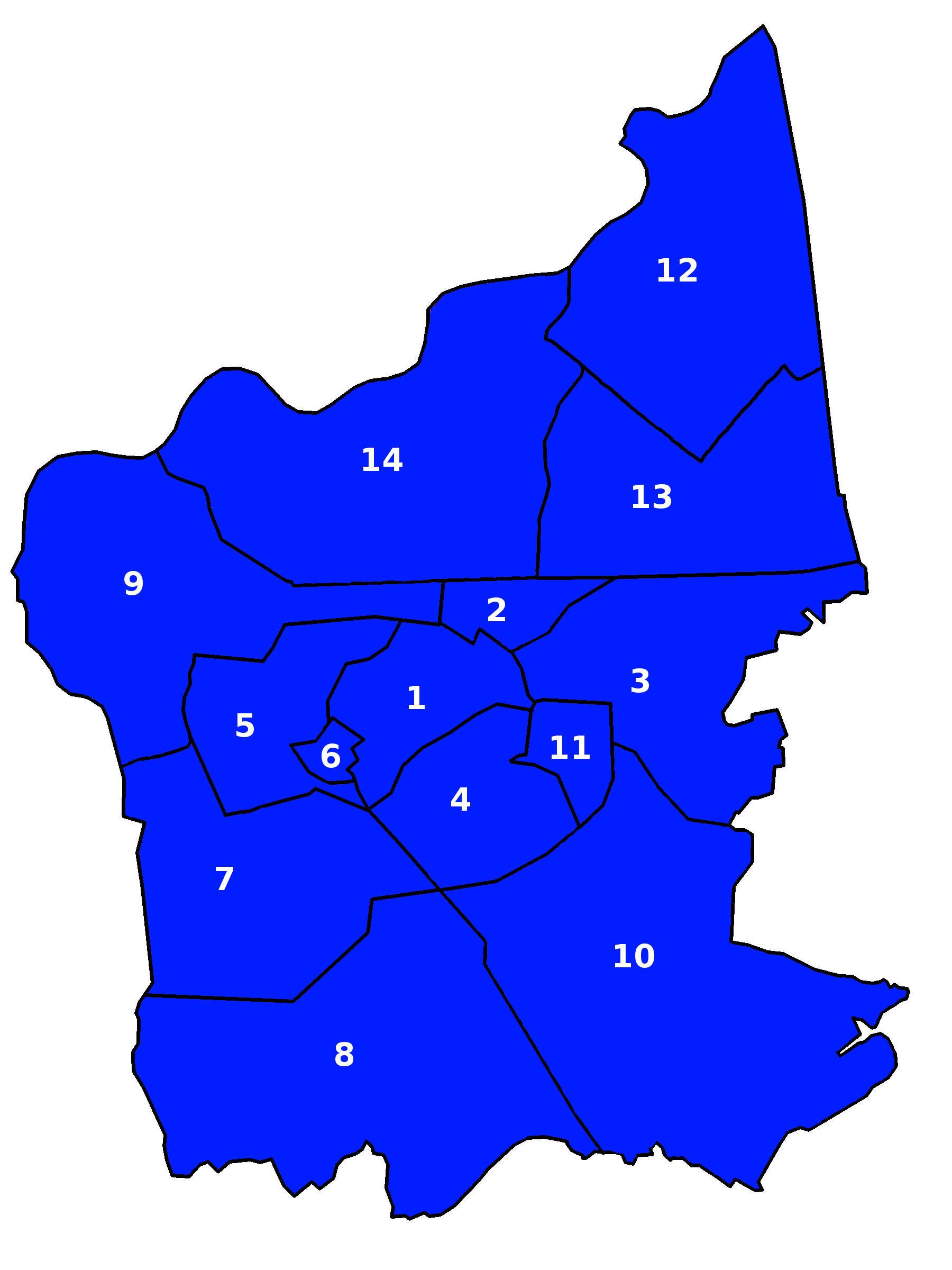
Stadtteile von Bochnia

Es gibt 14 Stadtteile (siehe osiedle):
- Osiedle nr 1 Śródmieście-Campi
- Osiedle nr 2 Słoneczne
- Osiedle nr 3 Krzęczków-Łychów
- Osiedle nr 4 Uzbornia
- Osiedle nr 5 Niepodległości
- Osiedle nr 6 Windakiewicza
- Osiedle nr 7 Kolanów
- Osiedle nr 8 Dołuszyce
- Osiedle nr 9 Chodenice
- Osiedle nr 10 Kurów
- Osiedle nr 11 św. Jana-Murowianka
- Osiedle nr 12 Smyków
- Osiedle nr 13 Karolina-Krzeczowska
- Osiedle nr 14 Proszowskie

Kolanów (7), Chodenice (9), Dołuszyce (8), sowie Kurów (10) wurden im Jahr 1973 eingemeindet.

### Landgemeinde Bochnia
Die Landgemeinde Bochnia, zu der die Stadt Bochnia selbst nicht gehört, hat eine Fläche von 131 km², auf der 20.152 Menschen leben (31. Dezember 2020).

## Persönlichkeiten
- Dionys Stanetti von Falkenfels (1747–1824), der Bergingenieur leitete das königliche Salzbergwerk knapp vierzig Jahre
- Helena Modrzejewska (1840–1909), Schauspielerin
- Wiktor Barabasz (1855–1928), Pianist, Dirigent und Musikpädagoge
- Ralph Modrzejewski (1861–1940), polnisch-US-amerikanischer Brückenbau-Ingenieur
- Roger Battaglia (1873–1950), österreichisch-polnischer Jurist, Ökonom und Abgeordneter des österreichischen Abgeordnetenhauses
- Salo Landau (1903–1944), niederländischer Schachmeister galizischer Abstammung, ermordet im Zwangsarbeitslager Gräditz (Grodziszcze)
- Halina Kwiatkowska (1921–2020), Schauspielerin und Pädagogin
- Jerzy Katlewicz (1927–2015), Dirigent und Musikpädagoge
- Gabriel Laub (1928–1998), Journalist, Satiriker und Aphoristiker polnisch-jüdischer Herkunft
- Ewa Michnik (* 1943), Dirigentin und Generalmusikdirektorin der Opera Wrocławska.
- Włodzimierz Danek (1943–2022), Sportschütze

## Partnerstädte
- Bad Salzdetfurth (Deutschland)
- Cavtat (Kroatien)
- Kežmarok (Slowakei)
- Roselle (USA)
- Landkreis Saarlouis (Deutschland)